# 马庄遗址 (新绛县)
马庄遗址，位于山西省运城市新绛县西南约15公里的马庄村南，是中华人民共和国山西省文物保护单位之一。
1996年1月12日，授予山西省文物保护单位，是一座古遗址。